# مقاطعة غيري (كانساس)
مقاطعة غيري (بالإنجليزية: Geary County)‏ هي إحدى المقاطعات في ولاية كانساس، الولايات المتحدة الأمريكية.

## أعلام
- إدوارد كورتيس فرانكلين